# 賽義夫·伊薩
賽義夫·伊薩（Seif Eissa，1998年6月15日—），是一名埃及男子跆拳道運動員。他曾經獲得2014年夏季青年奧林匹克運動會跆拳道比賽男子73公斤級銅牌。

## 外部連結
- TaekwondoData.com （页面存档备份，存于）
- 賽義夫·伊薩的Facebook專頁
- 賽義夫·伊薩的Instagram帳戶